# Dill City
Dill City es un pueblo ubicado en el condado de Washita en el estado estadounidense de Oklahoma. En el año 2010 tenía una población de 562 habitantes y una densidad poblacional de 401,43 personas por km².

## Geografía
Dill City se encuentra ubicado en las coordenadas 35°16′46″N 99°7′50″O / 35.27944, -99.13056 (35.279470, -99.130447).

## Demografía
Según la Oficina del Censo en 2000 los ingresos medios por hogar en la localidad eran de $22,917 y los ingresos medios por familia eran $26,500. Los hombres tenían unos ingresos medios de $23,125 frente a los $14,545 para las mujeres. La renta per cápita para la localidad era de $11,558. Alrededor del 21.1% de la población estaban por debajo del umbral de pobreza.